# Мактаб Анбар
Мактаб Анбар (араб. مكتب عنبر, латиніз. 'Anbar Office') — це є будинок у центрі Старого Дамаска, Сирія.Будинок був побудований як приватна резиденція місцевим Єврейським знатним паном Анбаром у середині 19 століття та пізніше був конфіскований урядом Османської імперії після банкрутства Анбара.
Будинок побудований навколо трьох внутрішніх дворів, спочатку офіційного двору для прийому гостей, позаду цього привабливого жіночого двору і, нарешті, спартанського двору для слуг. Через витрати на будівництво власник перетворив будівлю на Дамаську цивільну підготовчу школу, яка була престижною, дорогою школою з платним навчанням для дітей із сімей землевласників Дамаска. За словами Філіпа Хурі, багато сирійських націоналістичних лідерів, які працювали та були кооптовані французами з 1928 року до здобуття незалежності в 1946 році, були випускниками Мактаба Анбара. Будинок відреставровано Міністерством культури у 1976 році. Нині тут розташовані виставкова зала бібліотеки, музей та ремісничі майстерні.

## Галерея

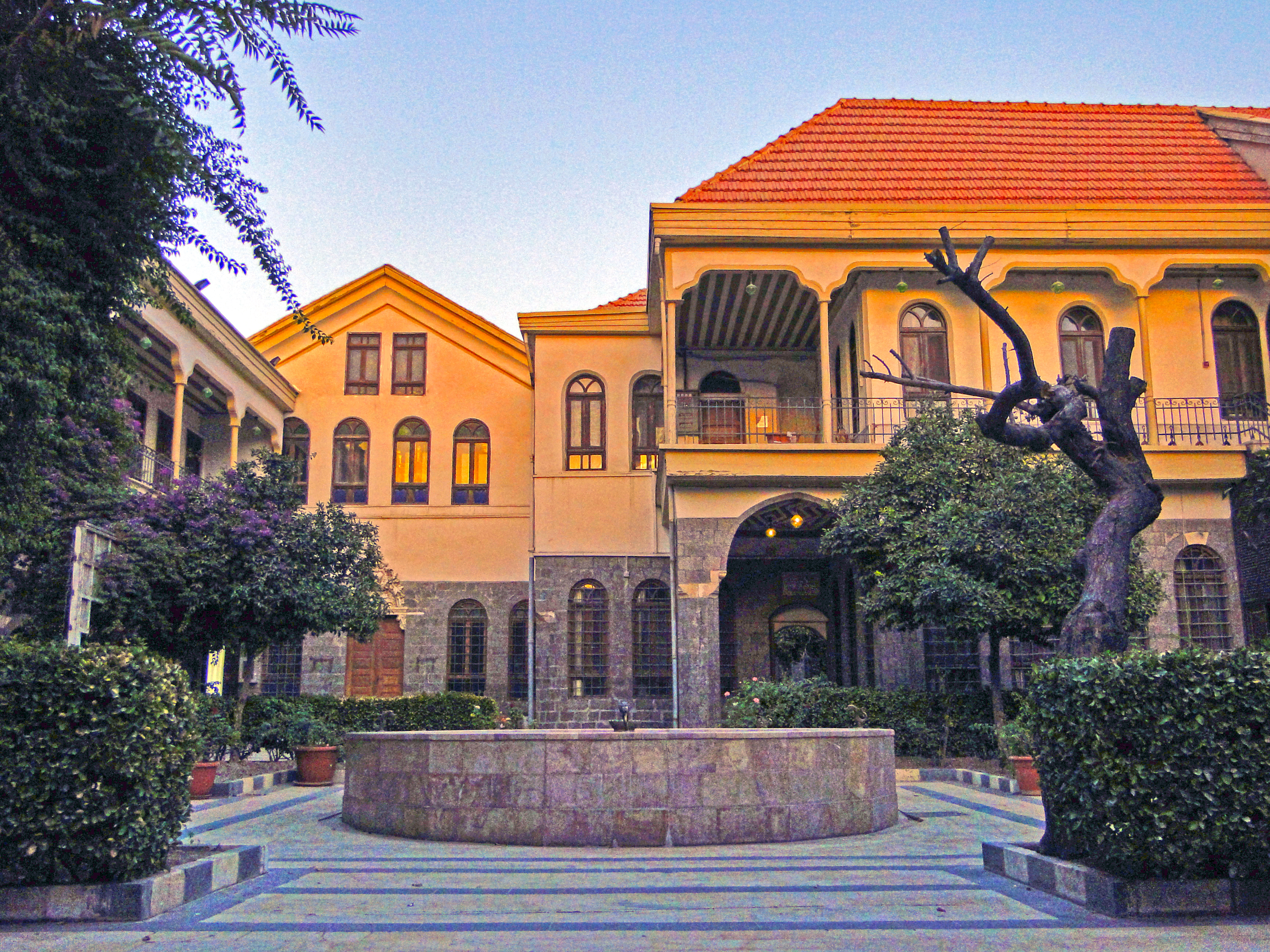
Мактаб Анбар
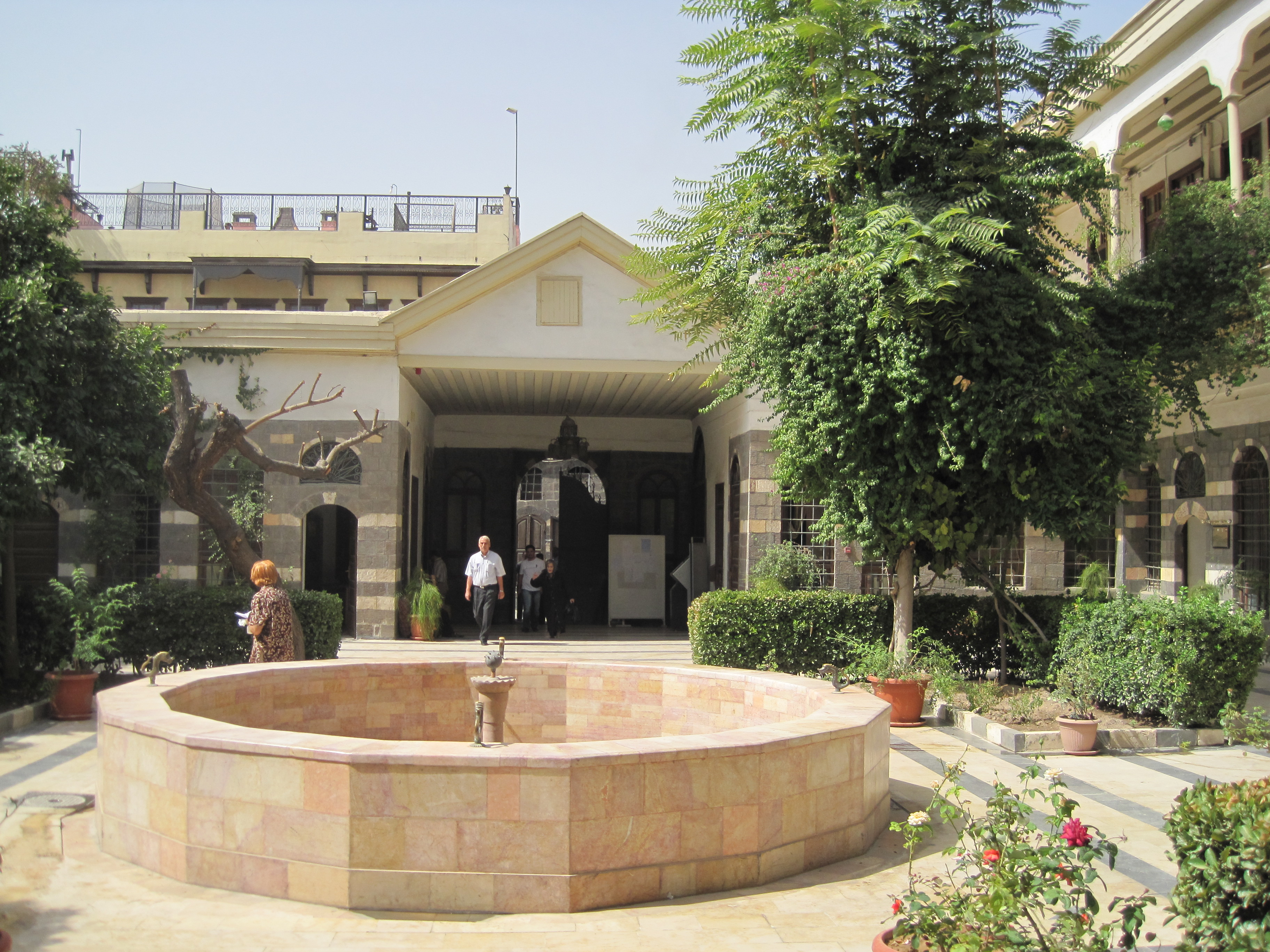
Приймальний двір
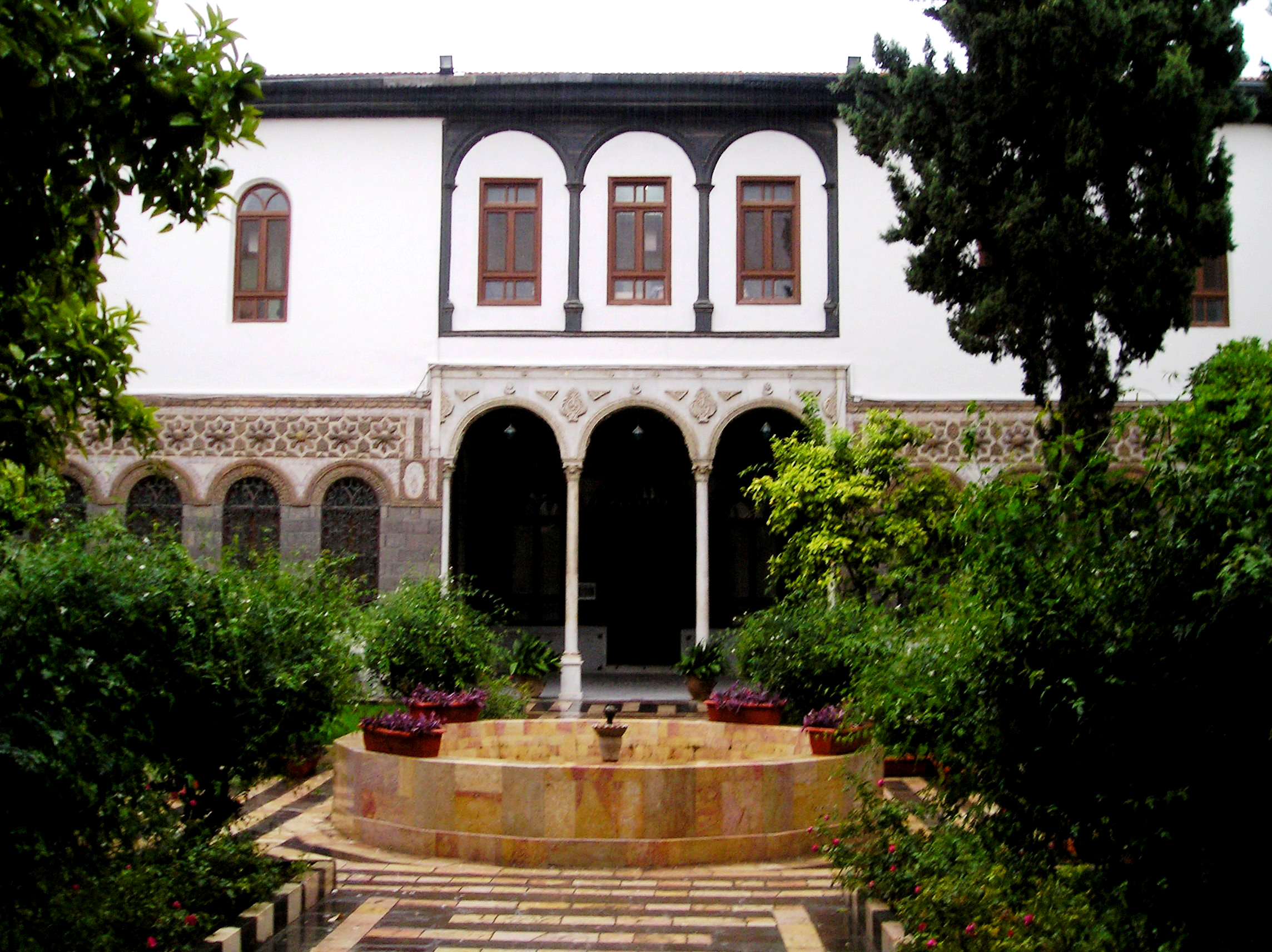
Жіноче подвір'я
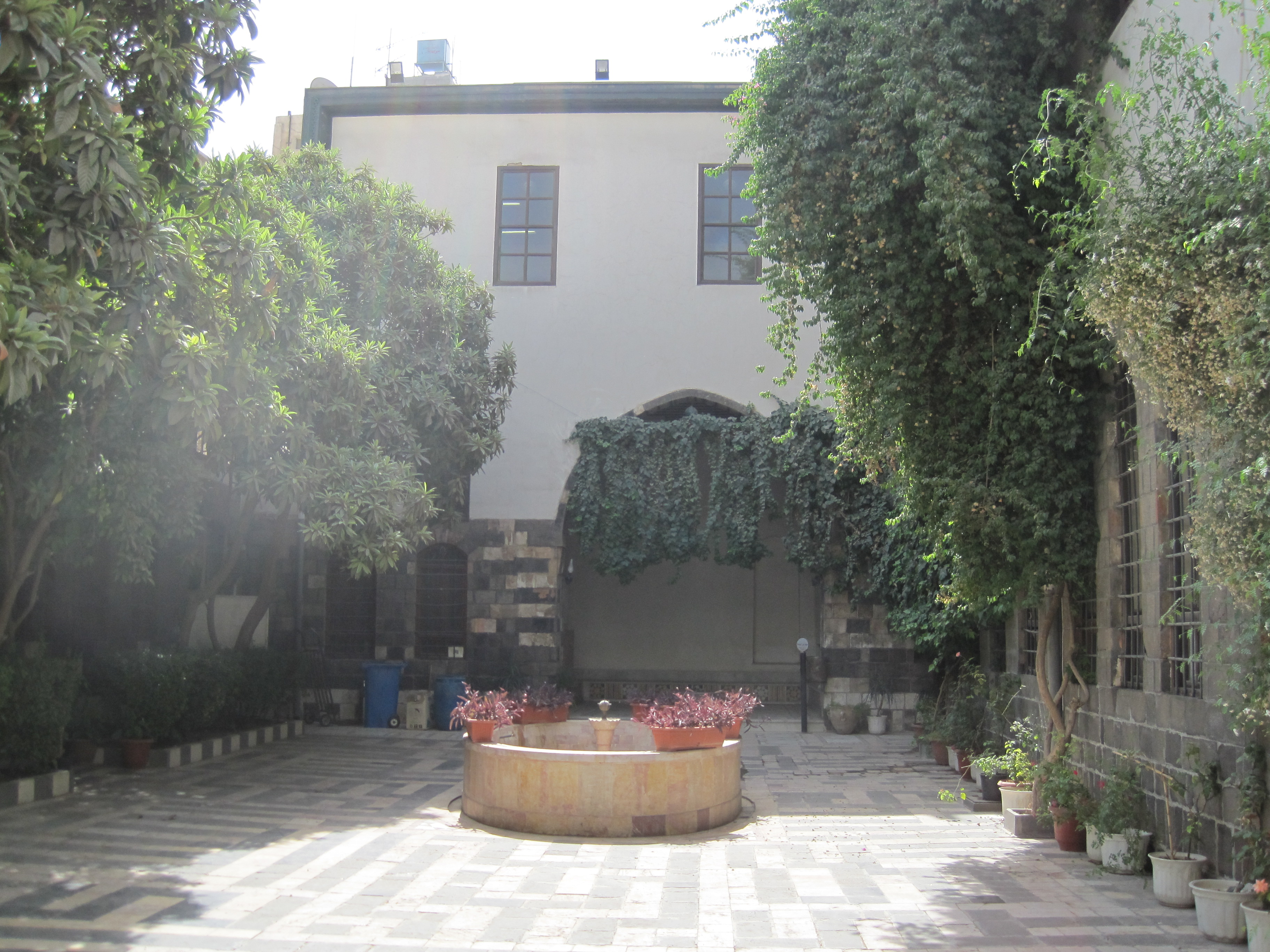
Подвір'я для прислуги
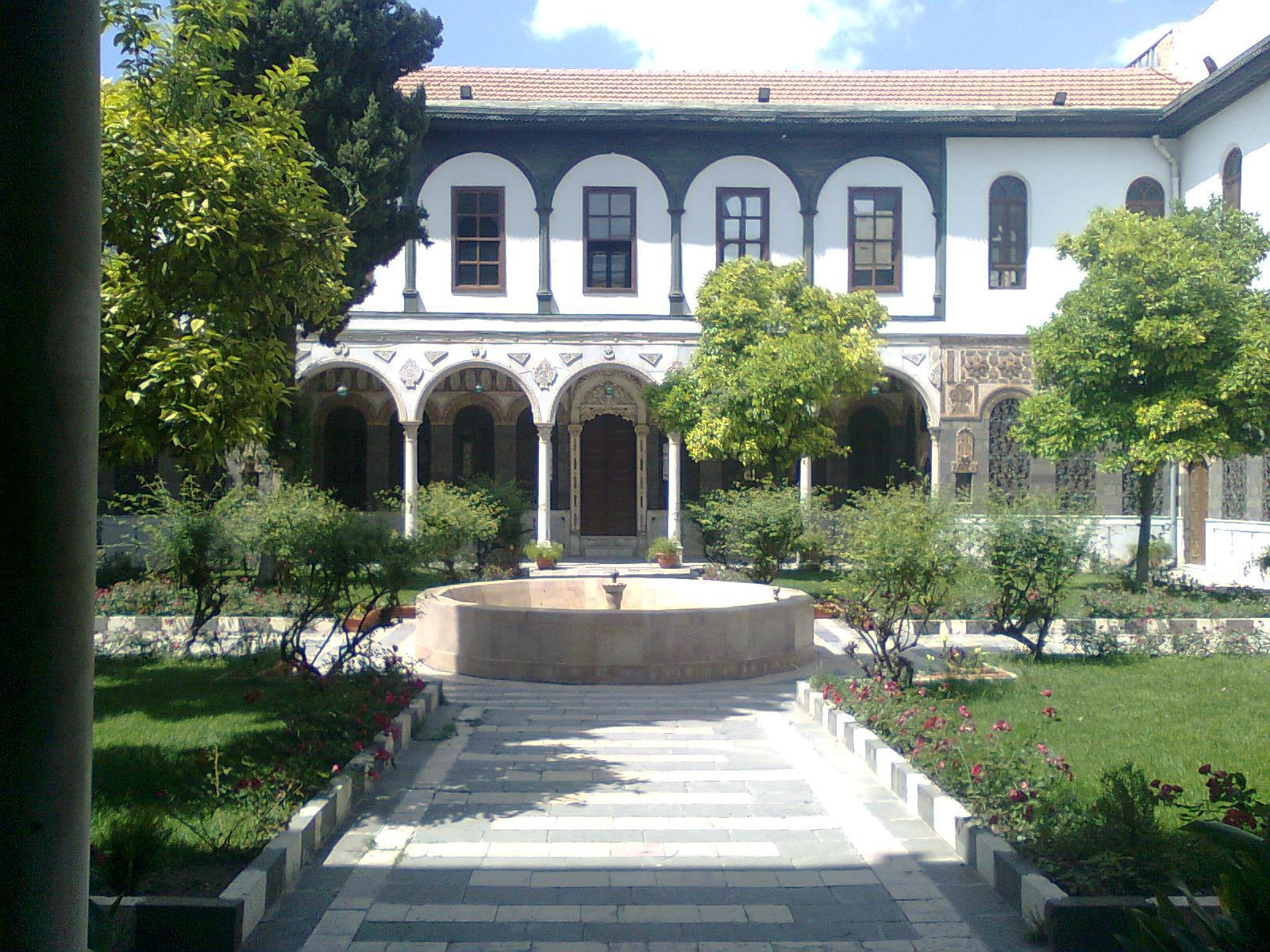
Жіноче подвір'я